# Krajanka (dopływ Słupi)
Krajanka – strumień w Polsce, w województwie pomorskim, w powiecie słupskim, w gminie Dębnica Kaszubska, na Wysoczyźnie Polanowskiej, w Parku Krajobrazowym „Dolina Słupi”, będący lewostronnym dopływem Słupi.
Początek bierze około 1,5 km na południowy zachód od osady Krzynia, na wysokości około 81 m n.p.m. Uchodzi lewobrzeżnie do Słupi około 0,7 km wschód od osady Łysomiczki, na wysokości około 28 m n.p.m.
W podziale kraju na regiony fizycznogeograficzne ciek jest położony na obszarze mezoregionu Wysoczyzna Polanowska, będącego częścią makroregionu Pojezierze Zachodniopomorskie. Mezoregion ten zaliczany jest do typu wysoczyzn młodoglacjalnych w większości o charakterze gliniastym, falistym lub płaskim.

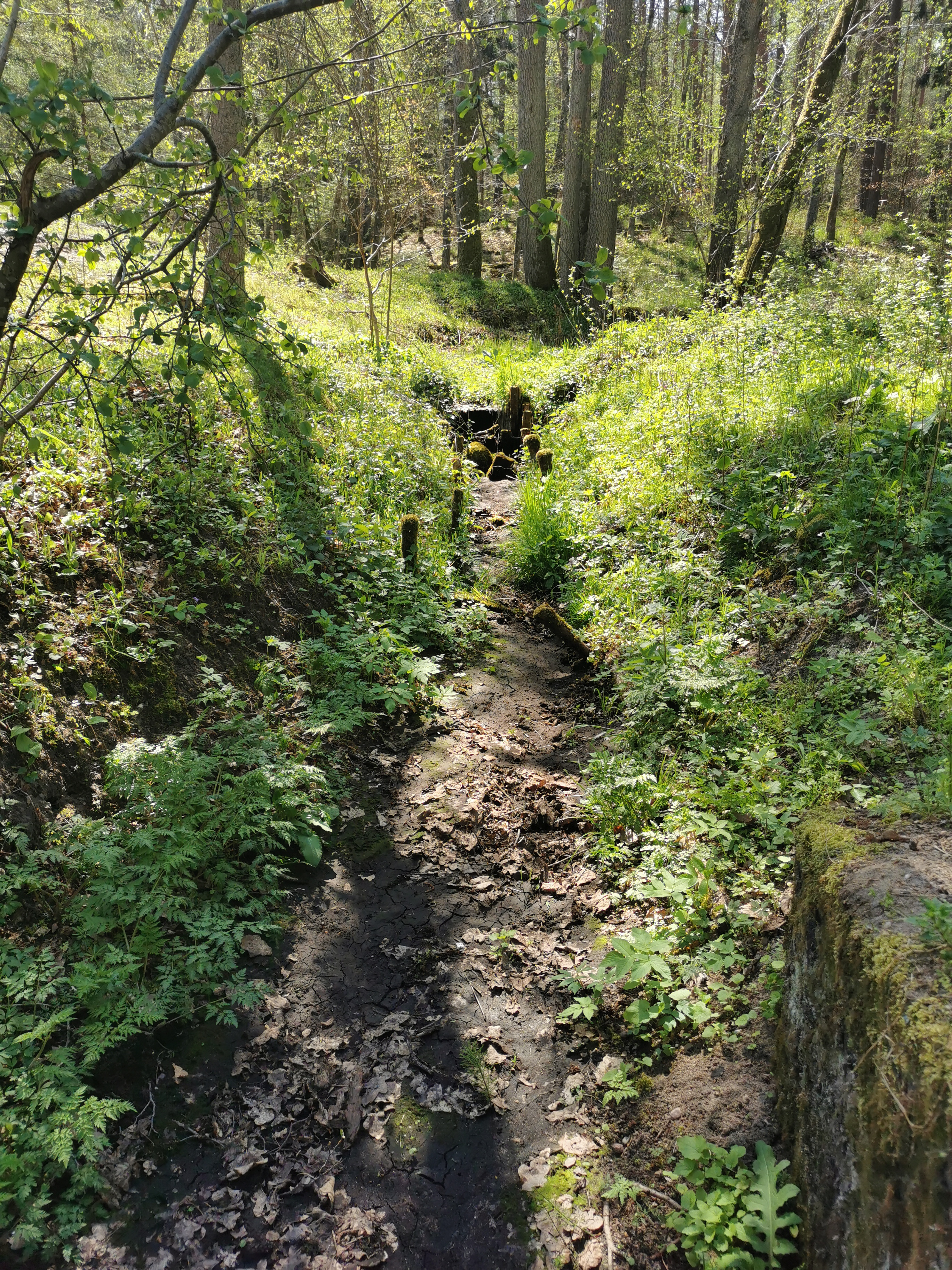
Sucha część koryta Krajanki wiosną 2020

Nazwy Krajanka nie ma w wykazie nazw wód płynących opublikowanym przez Komisję Standaryzacji Nazw Geograficznych, znajduje się za to w Państwowym Rejestrze Nazw Geograficznych. Podstawą prawną umieszczenia nazwy w rejestrze jest Zarządzenie nr 130 Prezesa Rady Ministrów z dnia 22 września 1953 r. w sprawie przywrócenia i ustalenia urzędowych nazw obiektów fizjograficznych, w którym przyjęto nazwę Krajanka w miejsce niemieckiego Scheidel Bach.